# Place Dalida
Place Dalida je nevelké náměstí na návrší Montmartre v Paříži, administrativně patří do čtvrti Grandes-Carrières v 18. obvodu. Je 19 metrů dlouhé a 13 metrů široké, ústí do něj ulice rue de l'Abreuvoir, rue Girardon a allée des Brouillards. Nedaleko se nachází Moulin de la Galette a Hřbitov Saint-Vincent, nejbližší stanicí metra je Lamarck - Caulaincourt.
Původně bezejmenný plácek byl v prosinci 1996 pojmenován po zpěvačce Dalidě, která od roku 1962 do své smrti v květnu 1987 žila v nedaleké rue d'Orchampt. Dne 24. dubna 1997 byla na náměstí odhalena bronzová busta Dalidy od Alaina Aslana. Místo navštěvují četní fanoušci zpěvačky, kteří svými dotyky pro štěstí vyleštili ňadra busty do zlaté barvy.